# 상고법원
상고법원은 대한민국 대법원이 제19대 국회에서 추진하였다가 취소된 계획이다. 상고법원의 골자는 대법원의 하급 기관으로 상고사건만을 처리하는 상고심 법원이며, 19대 국회에서 논의가 되었지만, 대법원의 권위 향상을 위한 것이라는 비판,   현행 3심제 헌법 구조에 대한 위헌여부 등 여러 가지 논란으로 인해서 폐기되었다.
16대 김명수 대법원장은 향후 상고허가제를 도입을 검토 하겠다고 발표하였다.

## 설명

### 도입 논의
복잡하고 다양한 법률과 관련된 갈등 및 분쟁이 급증하는 등 변화하는 사법 환경에 맞춰 보다 신속하고 충실한 상고심 심판으로 국민의 재판청구권을 보장하기 위하여 국회의원 160명이상이 2014년 12월 19일 상고법원 도입에 관한 법률개정안을 발의하였지만, 미국, 영국, 독일등 국외에서도 상고법원은 없는 제도이며, 해당 기관을 두는 나라는 거의 없다는것, 상고 법원대신 국외에서 대부분 적용하는 '상고 허가제'가 적합하다는것, 상고법원이 가진,  위헌여부등 여러 가지 논란에 의해서, 처리되지 못하고, 19대 국회 임기 만료로 상고 법원 논의는 폐기 되었다.

### 대법원과 상고법원의 관계
모든 상고사건은 대법원에 접수를 하여 법령 해석 및 통일이 필요한 중요한사건만 처리하고, 나머지 사건은 하급 법원인 상고 법원에 맡겨서 대 법원의 권력을 강화하고, 업무를 줄이려고 하는 것이다.

### 상고법원의 심판 절차 및 사법 적폐 논란
1, 2심 법원은 다수결로 결론을 내리지만, 상고법원은 만장일치로 결론을 내리고, 만장일치가 되지 않으면 대법원이 심판한다. 상고법원의 판결에 대해서는 더 이상 불복할 수 없고, 헌법위반, 판례위반의 예외적 경우에만 다시 대법원의 최종적 판단을 받도록 하는 것이다.
대한 변호사 협회에서의 비판은,  상고법원은 10여년 전에도 그 도입이 검토되었지만 헌법에서 위헌이라는 문제 때문에 폐기된 제도 인데, 대법관 수 증원을 거부하고 상고법원 도입을 다시 추진하는 것이, 대법원의 자체의 권력과 기득권 유지와 대법관 권위를 지키려는 것이다. 특히 심각한 위헌 사항은 국가의 최고 재판 제도의 변경에 대해서, 변호사 협회, 법무부, 국민등의 의견을 수렴을 하여 정상적으로 절차를 거쳐서 진행을 해야 하는데, 법조 삼륜에 속하는, 변협과 검찰에서 반대하는 상고법원에 대해서, 국회의원들을 설득을 하여 '의원 입법'을 통해서 위헌적인 제도를 추진하려는 것이다.

### 외국에서의상고 허가제
우리나라는 상고되는 모든 사건을 대법원까지 별도의 승인 절차가 없이 상고심에서 심판하게 된다.  그러나, 미국 영국 독일등의 대부분의 국가에서는 상고허가제를 도입하여 공익과의 관련성 등이 인정되어 상고를 허가받은 소수의 사건만 최고법원에서 심판하고 있다. 또한 위헌 논란이 있는, 상고 법원이라는 제도를 사용하는 외국 국가는 연합뉴스의 조사 결과 찾아볼수 없었다.

## 논란
양승태 전 대법원장이 상고법원 도입을 위해 박근혜 정부 청와대와 '재판 거래'를 시도해온 정황이 포착되었다. 이로 인해 사법부의 정치적 독립성이 훼손되었다는 비판이 제기되었다.
상고법원 도입을 추진하는 이유로 대법원은 대법관의 업무 과중을 주된 이유로 꼽았다. 2014년 기준 상고사건이 37,615건, 대법관 1인당 처리해야 할 사건이 3천 건을 넘어 면밀한 사건 심사가 되지 않는다는 것이었다.
그런데 상고법원이 도입될 경우, 대법원은 대법원에서 재판할 사안과 상고법원에서 재판할 사항을 구분하게 된다. 여기에 대해서 법 앞에서의 평등, 최고법원인 대법원에서 재판 받을 권리가 훼손될 수 있다는 지적이 나온다. 또한 재판의 당사자가 특별항고 등을 하는 경우, 또는 상고법원 판사들의 의견이 일치하지 않거나 대법원 판례와 상반되는 결정을 하는 경우 사건은 대법원이 다시 가져간다. 이 경우 '1심→2심→상고법원→대법원'의 4심제로 운영된다. 이에 따라 위헌 논란이 있다.

## 같이 보기
- 대한민국 대법원
- 양승태
- 사법행정권 남용 의혹